# Adam Burzyński
Adam „Burza” Burzyński (ur. 3 czerwca 1969) – polski gitarzysta.

## Życiorys
Współtworzył zespół Kazik na Żywo, grał także w zespole Kobranocka. Uczestniczył również w solowych projektach Kazika.
Urodził się z problemami lewej dłoni, przez co będąc dzieckiem odwrócił gitarę i uczył się grać na niej nie zmieniając ułożenia strun.Mieszka w Warszawie. Prowadzi własną firmę gdzie zajmuje się realizacją reklam i produkcji radiowo-telewizyjnych.
Wiosną 2018 roku założył wraz z Michałem Kwiatkowskim (kolegą z m.in. Kazika na Żywo) i Marcinem Siatkowskim gitarowe trio Honky Tonk Men wykonujące akustyczne wersje popularnych utworów.
Poza dorobkiem wraz z grupami muzycznymi, Burzyński był także autorem muzyki do kilku polskich produkcji filmowych.

## Dyskografia
Kobranocka
- 1992 – Ku nieboskłonom
- 1994 – Niech popłyną łzy
- 2004 – The Best – Póki to nie zabronione

### Kazik na Żywo
- 1994 – Na żywo, ale w studio
- 1995 – Porozumienie ponad podziałami
- 1999 – Las Maquinas de la Muerte
- 2002 – Występ
- 2011 – Bar La Curva / Plamy na słońcu
- 2016 – Ostatni koncert w mieście[4]

### Kazik
- 1993 – Spalaj się!
- 1997 – 12 groszy
- 2001 – Melodie Kurta Weill’a i coś ponadto

### Gościnnie
- 1993 – Proletaryat: Czarne Szeregi, śpiew w utworach „Co jest” i „Jak długo”
- 2005 – Voo Voo: XX Cz.1, śpiew w utworze „Kula hula”

### Inne
- 1995 – Ulisses: Roots – The Story Of... – produkcja

## Muzyka filmowa
- 1997 – Sztos – utwór „Gdy mam co chcę, wtedy więcej chcę” (wykonanie)
- 1998 – Gniew – wykonanie muzyki (gitara)
- 1998 – Billboard – utwór „Anderlecht champion” (muzyka)
- 1998 – Poniedziałek – utwór „Burza” na albumie Poniedziałek
- 2008 – Pora mroku – muzyka, wykonanie (gitary, samplery, instrumenty perkusyjne), realizacja nagrań
- 2009 – Zero – muzyka, sound design, wykonanie (gitary, bas, perkusja, wokal, gwizd), producent muzyczny
- 2019 – Ja teraz kłamię – muzyka, wykonanie, realizacja nagrań